# Acarnas
Acarnas ou Acarnes, (em grego:  Αχαρνές, pronunciado [axarˈnes]) é um município da Grécia, localizado na região da Ática. Tem 149 km² de área e, em 2011, tinha 99 346 habitantes.